# Phare d'Axios
Le phare Axios, ou phare Nisis Axios (Kavoura), est situé sur l'île Axios à l'entrée de la baie de Thessalonique en Grèce. Il est achevé en 1960.

## Caractéristiques
Le phare est une structure métallique blanche au-dessus de la maison du gardien. Il s'élève à 26 mètres au-dessus du niveau de la mer et a une portée de 16 milles marins.

## Codes internationaux
- ARLHS[1] : GRE-047
- NGA : 16584
- Admiralty[2] : E 4497

## Source
(en) [PDF] List of lights radio aids and fog signals - 2011 - The west coasts of Europe and Africa, the mediterranean sea, black sea an Azovskoye more (sea of Azov) (la liste des phares de l'Europe, selon la National Geospatial - Intelligence Agency)- Version 2011 - National Geospatial - Intelligence Agency